# Championnat de Bulgarie de football 1967-1968
Navigation
Saison précédente Saison suivante
La saison 1967-1968 du Championnat de Bulgarie de football était la 44e édition du championnat de première division en Bulgarie. Les seize meilleurs clubs du pays se retrouvent au sein d'une poule unique, la Vissha Professionnal Football League, où ils s'affrontent deux fois, à domicile et à l'extérieur. À l'issue du championnat, les deux derniers du classement sont relégués et remplacés par les deux meilleurs clubs de B PFG.
Le PFK Levski Sofia remporte le titre cette saison en terminant en tête du classement final, avec 3 points d'avance sur le CSKA Cherveno zname Sofia et 5 sur le Lokomotiv Sofia. Cette édition du championnat est dominée par les équipes de la capitale puisque les 5 clubs de Sofia occupent les 5 premières places du classement. C'est le 10e titre du Levski Sofia. Le tenant du titre, le Botev Plovdiv a vécu une intersaison agitée : il a fusionné avec deux autres clubs de la ville, le Spartak Plovdiv et l'Akademik Plovdiv pour former le nouveau club de Trakia Plovdiv, qui ne termine qu'à la 7e place cette année. La place laissée vacante par le Spartak Plovdiv, 13e la saison passée, a été offerte à un autre club de Plovdiv, le Maritsa Plovdiv, troisième du dernier championnat de deuxième division.

## Les 16 clubs participants
| - PFK Levski Sofia - CSKA Cherveno zname Sofia - PFK Spartak Pleven - Promu de D2 - Lokomotiv Plovdiv - PFC Minyor Pernik - PFC Slavia Sofia - Botev Burgas - Lokomotiv Sofia | - PFC Sliven - Promu de D2 - Cherno More Varna - Maritsa Plovdiv - Promu de D2 - Beroe Stara Zagora - Trakia Plovdiv - Botev Vratsa - FK Spartak Sofia - PFC Dobrudzha Dobrich |

## Compétition

### Classement
Le barème utilisé pour établir le classement est le suivant :
- Victoire : 3 points
- Match nul : 1 point
- Défaite : 0 point

| Rang | Équipe                    | Pts | J  | G  | N  | P  | Bp | Bc | Diff |
| ---- | ------------------------- | --- | -- | -- | -- | -- | -- | -- | ---- |
| 1    | PFK Levski Sofia          | 45  | 30 | 18 | 9  | 3  | 61 | 29 | +32  |
| 2    | CSKA Cherveno zname Sofia | 42  | 30 | 18 | 6  | 6  | 63 | 27 | +36  |
| 3    | Lokomotiv Sofia           | 40  | 30 | 18 | 4  | 8  | 65 | 40 | +25  |
| 4    | FK Spartak Sofia C        | 38  | 30 | 16 | 6  | 8  | 49 | 38 | +11  |
| 5    | PFC Slavia Sofia          | 34  | 30 | 13 | 8  | 9  | 49 | 41 | +8   |
| 6    | Trakia Plovdiv T          | 30  | 30 | 10 | 10 | 10 | 52 | 49 | +3   |
| 7    | PFC Minyor Pernik         | 28  | 30 | 11 | 6  | 13 | 39 | 59 | -20  |
| 8    | Botev Vratsa              | 27  | 30 | 11 | 5  | 14 | 55 | 40 | +15  |
| 9    | Lokomotiv Plovdiv         | 27  | 30 | 11 | 5  | 14 | 47 | 42 | +5   |
| 10   | Beroe Stara Zagora        | 27  | 30 | 12 | 3  | 15 | 56 | 57 | -1   |
| 11   | Cherno More Varna         | 26  | 30 | 10 | 6  | 14 | 43 | 43 | 0    |
| 12   | PFC Dobrudzha Dobrich     | 25  | 30 | 8  | 9  | 13 | 36 | 50 | -14  |
| 13   | PFK Spartak Pleven P      | 25  | 30 | 9  | 7  | 14 | 43 | 61 | -18  |
| 14   | Botev Burgas              | 25  | 30 | 9  | 7  | 14 | 35 | 53 | -18  |
| 15   | PFC Sliven P              | 24  | 30 | 9  | 6  | 15 | 38 | 57 | -19  |
| 16   | Maritsa Plovdiv P         | 17  | 30 | 6  | 5  | 19 | 29 | 74 | -45  |

|  | Qualification pour la Coupe des clubs champions 1968-1969                                |
|  | Qualification pour la Coupe des Coupes 1968-1969                                         |
|  | Qualification pour la Coupe des villes de foires 1968-1969                               |
|  | Relégation en deuxième division                                                          |
|  | T : Tenant du titre C : Vainqueur de la Coupe de Bulgarie P : Promu de deuxième division |

## Bilan de la saison
| Championnat de Bulgarie de football 1967-1968 |                              |
| Champion                                      | PFK Levski Sofia (10e titre) |
| Coupes et trophées                            |                              |
| Vainqueur de la Coupe de Bulgarie 1967-1968   | FK Spartak Sofia             |
| Qualifications continentales                  |                              |
| Coupe des clubs champions 1968-1969           | PFK Levski Sofia (forfait)   |
| Coupe des Coupes 1968-1969                    | FK Spartak Sofia (forfait)   |
| Coupe des villes de foires 1968-1969          | Trakia Plovdiv               |
| Coupe des villes de foires 1968-1969          | PFC Slavia Sofia             |
| Promotions et relégations                     |                              |
| Promus en Vissha PFL                          | Dunav Ruse                   |
| Promus en Vissha PFL                          | Marek Stanke Dimitrov        |
| Relégués en B PFL                             | PFC Sliven                   |
| Relégués en B PFL                             | Maritsa Plovdiv              |